# Andrena majalis
Andrena majalis är en biart som beskrevs av Morawitz 1876. Andrena majalis ingår i släktet sandbin, och familjen grävbin. Inga underarter finns listade i Catalogue of Life.